# کوه جاشک
کوه جاشک یا کوه نمک ، رشته کوه منتهی الیه رشته کوه زاگرس در استان بوشهر جنوب ایران است. موضوع پراهمیت این کوه وجود گنبد نمکی جاشک در قسمت شمال غربی آن است. این کوه رشته مانند در جنوب شهرستان دشتی و شمال شهرستان دیر قرار دارد.

## گنبد نمکی جاشک

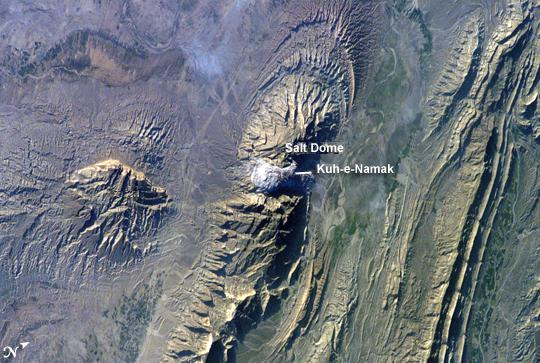
موقعیت گنبد نمکی جاشک <به رنگ سفید> در رشته کوه جاشک